# Західна півкуля
0° пн. ш. 90° зх. д. / 0° пн. ш. 90° зх. д.
Західна півкуля — півкуля Землі, розташована на захід від Гринвіцького меридіана і на схід від 180-го меридіана. Меридіани Західної півкулі позначаються меридіанами західної довготи або W. До Західної півкулі відносяться частини Європи, розташовані на захід від Лондона, частини Африки, Атлантичний океан, Америка та більша частина Тихого океану.

## Держави, розташовані в обох півкулях
Нижче перелічені держави, що розташовані водночас у західній та східній півкулях та розділені міжнародним опорним меридіаном, з півночі на південь:
- Данія
- Норвегія
- Сполучене Королівство
- Франція
- Іспанія
- Алжир
- Малі
- Буркіна-Фасо
- Гана
- Того

Нижче перелічені держави, що розташовані водночас у західній та східній півкулях та розділені 180-тим меридіаном, з півночі на південь. За винятком Сполучених Штатів Америки (через острів Вейк у Гуамі та Північні маріанські острови), всі вони розташовані по один бік Міжнародної лінії зміни дат, яка їх огинає:
- Росія
- Сполучені Штати Америки
- Кірибаті
- Тувалу
- Фіджі
- Нова Зеландія

Одна держава має територію в обох півкулях, але через неї не проходить ні Опорний ні 180-тий меридіан:
- Нідерланди